# Hormigos
Hormigos település Spanyolországban, Toledo tartományban. Hormigos Otero, El Casar de Escalona, Nombela, Escalona, Maqueda és Santa Olalla községekkel határos. Lakosainak száma 992 fő (2024).

## Népesség
A település népessége az utóbbi években az alábbiak szerint változott:
| Lakosok száma | 409  | 467  | 663  | 767  | 834  | 741  | 686  | 709  | 881  | 992  |
|               | 2001 | 2004 | 2007 | 2009 | 2012 | 2014 | 2017 | 2019 | 2022 | 2024 |